# Preliminariile Campionatului European de Fotbal 1972
Calificările pentru Campionatul European de Fotbal din 1972 s-au jucat între 1970 și 1972.
În faza grupelor, cele 32 de echipe naționale au fost împărțite în opt grupe. Meciurile s-au jucat în sistem fiecare cu fiecare. O victorie valorează două puncte, o egalitate valorează un punct, niciun punct pentru o înfrângere. Cei opt lideri de grupă au avansat în sferturile de finală.
În sferturile de finală au fost disputate meciuri eliminatorii, adversarele fiind stabilite după o tragere la sorți. Cele patru câștigătoare au ajuns la turneul final al Campionatului European.

## Faza preliminară

### Grupa 1
| Loc | Echipa       | MJ | V | E | Î | GM | GP | DG  | Pct | Calificare                         |     | România | Cehoslovacia | Țara Galilor | Finlanda |
| --- | ------------ | -- | - | - | - | -- | -- | --- | --- | ---------------------------------- | --- | ------- | ------------ | ------------ | -------- |
| 1   | România      | 6  | 4 | 1 | 1 | 11 | 2  | +9  | 9   | Calificare în sferturile de finală |     | —       | 2–1          | 2–0          | 3–0      |
| 2   | Cehoslovacia | 6  | 4 | 1 | 1 | 11 | 4  | +7  | 9   |                                    |     | 1–0     | —            | 1–0          | 1–1      |
| 3   | Țara Galilor | 6  | 2 | 1 | 3 | 5  | 6  | −1  | 5   |                                    | 0–0 | 1–3     | —            | 3–0          |          |
| 4   | Finlanda     | 6  | 0 | 1 | 5 | 1  | 16 | −15 | 1   |                                    | 0–4 | 0–4     | 0–1          | —            |          |

### Grupa 2
| Loc | Echipa   | MJ | V | E | Î | GM | GP | DG  | Pct | Calificare                         |     | Ungaria | Bulgaria | Franța | Norvegia |
| --- | -------- | -- | - | - | - | -- | -- | --- | --- | ---------------------------------- | --- | ------- | -------- | ------ | -------- |
| 1   | Ungaria  | 6  | 4 | 1 | 1 | 12 | 5  | +7  | 9   | Calificare în sferturile de finală |     | —       | 2–0      | 1–1    | 4–0      |
| 2   | Bulgaria | 6  | 3 | 1 | 2 | 11 | 7  | +4  | 7   |                                    |     | 3–0     | —        | 2–1    | 1–1      |
| 3   | Franța   | 6  | 3 | 1 | 2 | 10 | 8  | +2  | 7   |                                    | 0–2 | 2–1     | —        | 3–1    |          |
| 4   | Norvegia | 6  | 0 | 1 | 5 | 5  | 18 | −13 | 1   |                                    | 1–3 | 1–4     | 1–3      | —      |          |

### Grupa 3
| Loc | Echipa  | MJ | V | E | Î | GM | GP | DG  | Pct | Calificare                         |     | Anglia | Elveția | Grecia | Malta |
| --- | ------- | -- | - | - | - | -- | -- | --- | --- | ---------------------------------- | --- | ------ | ------- | ------ | ----- |
| 1   | Anglia  | 6  | 5 | 1 | 0 | 15 | 3  | +12 | 11  | Calificare în sferturile de finală |     | —      | 1–1     | 3–0    | 5–0   |
| 2   | Elveția | 6  | 4 | 1 | 1 | 12 | 5  | +7  | 9   |                                    |     | 2–3    | —       | 1–0    | 5–0   |
| 3   | Grecia  | 6  | 1 | 1 | 4 | 3  | 8  | −5  | 3   |                                    | 0–2 | 0–1    | —       | 2–0    |       |
| 4   | Malta   | 6  | 0 | 1 | 5 | 2  | 16 | −14 | 1   |                                    | 0–1 | 1–2    | 1–1     | —      |       |

### Grupa 4
| Loc | Echipa            | MJ | V | E | Î | GM | GP | DG  | Pct | Calificare                         |     | Uniunea Republicilor Sovietice Socialiste | Spania | Irlanda de Nord | Cipru |
| --- | ----------------- | -- | - | - | - | -- | -- | --- | --- | ---------------------------------- | --- | ----------------------------------------- | ------ | --------------- | ----- |
| 1   | Uniunea Sovietică | 6  | 4 | 2 | 0 | 13 | 4  | +9  | 10  | Calificare în sferturile de finală |     | —                                         | 2–1    | 1–0             | 6–1   |
| 2   | Spania            | 6  | 3 | 2 | 1 | 14 | 3  | +11 | 8   |                                    |     | 0–0                                       | —      | 3–0             | 7–0   |
| 3   | Irlanda de Nord   | 6  | 2 | 2 | 2 | 10 | 6  | +4  | 6   |                                    | 1–1 | 1–1                                       | —      | 5–0             |       |
| 4   | Cipru             | 6  | 0 | 0 | 6 | 2  | 26 | −24 | 0   |                                    | 1–3 | 0–2                                       | 0–3    | —               |       |

### Grupa 5
| Loc | Echipa     | MJ | V | E | Î | GM | GP | DG | Pct | Calificare                         |     | Belgia | Portugalia | Scoția | Danemarca |
| --- | ---------- | -- | - | - | - | -- | -- | -- | --- | ---------------------------------- | --- | ------ | ---------- | ------ | --------- |
| 1   | Belgia     | 6  | 4 | 1 | 1 | 11 | 3  | +8 | 9   | Calificare în sferturile de finală |     | —      | 3–0        | 3–0    | 2–0       |
| 2   | Portugalia | 6  | 3 | 1 | 2 | 10 | 6  | +4 | 7   |                                    |     | 1–1    | —          | 2–0    | 5–0       |
| 3   | Scoția     | 6  | 3 | 0 | 3 | 4  | 7  | −3 | 6   |                                    | 1–0 | 2–1    | —          | 1–0    |           |
| 4   | Danemarca  | 6  | 1 | 0 | 5 | 2  | 11 | −9 | 2   |                                    | 1–2 | 0–1    | 1–0        | —      |           |

### Grupa 6
| Loc | Echipa            | MJ | V | E | Î | GM | GP | DG  | Pct | Calificare                         |     | Italia | Austria | Suedia | Republica Irlanda |
| --- | ----------------- | -- | - | - | - | -- | -- | --- | --- | ---------------------------------- | --- | ------ | ------- | ------ | ----------------- |
| 1   | Italia            | 6  | 4 | 2 | 0 | 12 | 4  | +8  | 10  | Calificare în sferturile de finală |     | —      | 2–2     | 3–0    | 3–0               |
| 2   | Austria           | 6  | 3 | 1 | 2 | 14 | 6  | +8  | 7   |                                    |     | 1–2    | —       | 1–0    | 6–0               |
| 3   | Suedia            | 6  | 2 | 2 | 2 | 3  | 5  | −2  | 6   |                                    | 0–0 | 1–0    | —       | 1–0    |                   |
| 4   | Republica Irlanda | 6  | 0 | 1 | 5 | 3  | 17 | −14 | 1   |                                    | 1–2 | 1–4    | 1–1     | —      |                   |

### Grupa 7
| Loc | Echipa          | MJ | V | E | Î | GM | GP | DG  | Pct | Calificare                         |     | Iugoslavia | Țările de Jos | Germania de Est | Luxemburg |
| --- | --------------- | -- | - | - | - | -- | -- | --- | --- | ---------------------------------- | --- | ---------- | ------------- | --------------- | --------- |
| 1   | Iugoslavia      | 6  | 3 | 3 | 0 | 7  | 2  | +5  | 9   | Calificare în sferturile de finală |     | —          | 2–0           | 0–0             | 0–0       |
| 2   | Țările de Jos   | 6  | 3 | 1 | 2 | 18 | 6  | +12 | 7   |                                    |     | 1–1        | —             | 3–2             | 6–0       |
| 3   | Germania de Est | 6  | 3 | 1 | 2 | 11 | 6  | +5  | 7   |                                    | 1–2 | 1–0        | —             | 2–1             |           |
| 4   | Luxemburg       | 6  | 0 | 1 | 5 | 1  | 23 | −22 | 1   |                                    | 0–2 | 0–8        | 0–5           | —               |           |

### Grupa 8
| Loc | Echipa           | MJ | V | E | Î | GM | GP | DG | Pct | Calificare                         |     | Germania de Vest | Polonia | Turcia | Albania |
| --- | ---------------- | -- | - | - | - | -- | -- | -- | --- | ---------------------------------- | --- | ---------------- | ------- | ------ | ------- |
| 1   | Germania de Vest | 6  | 4 | 2 | 0 | 10 | 2  | +8 | 10  | Calificare în sferturile de finală |     | —                | 0–0     | 1–1    | 2–0     |
| 2   | Polonia          | 6  | 2 | 2 | 2 | 10 | 6  | +4 | 6   |                                    |     | 1–3              | —       | 5–1    | 3–0     |
| 3   | Turcia           | 6  | 2 | 1 | 3 | 5  | 13 | −8 | 5   |                                    | 0–3 | 1–0              | —       | 2–1    |         |
| 4   | Albania          | 6  | 1 | 1 | 4 | 5  | 9  | −4 | 3   |                                    | 0–1 | 1–1              | 3–0     | —      |         |

## Sferturile de finală

### Sumar
| Echipa 1   | Scor gen.           | Echipa 2          | Tur | Retur |
| ---------- | ------------------- | ----------------- | --- | ----- |
| Italia     | 1–2                 | Belgia            | 0–0 | 1–2   |
| Ungaria    | 5–4 (meci trei 2–1) | România           | 1–1 | 2–2   |
| Anglia     | 1–3                 | Germania de Vest  | 1–3 | 0–0   |
| Iugoslavia | 0–3                 | Uniunea Sovietică | 0–0 | 0–3   |